# Cumberland (Metro de Chicago)
Cumberland es una estación en la línea Azul del Metro de Chicago. La estación se encuentra localizada en 5800 North Cumberland Avenue en Chicago, Illinois. La estación Cumberland fue inaugurada el 27 de febrero de 1983.  La Autoridad de Tránsito de Chicago es la encargada por el mantenimiento y administración de la estación. Los trenes en la estación operan las 24 horas al día.

## Descripción
La estación Cumberland cuenta con 1 plataforma central, 1 plataforma lateral y 3 vías. La estación también cuenta con 1633 de espacios de aparcamiento.

## Conexiones
La estación es abastecida por las siguientes conexiones: 
- Rutas del CTA: Pace y Greyhound Lines